# Gomphandra montana
Gomphandra montana là một loài thực vật có hoa trong họ Stemonuraceae. Loài này được (Schellenb.) Sleumer mô tả khoa học đầu tiên năm 1940.